# Роґенічкі
Роґенічкі (пол. Rogieniczki) — село в Польщі, у гміні Ґоздово Серпецького повіту Мазовецького воєводства.
Населення — 113 осіб (2011).
У 1975-1998 роках село належало до Плоцького воєводства.

## Демографія
Демографічна структура станом на 31 березня 2011 року:
|          | Загалом | Допрацездатний вік | Працездатний вік | Постпрацездатний вік |
| -------- | ------- | ------------------ | ---------------- | -------------------- |
| Чоловіки | 62      | 16                 | 42               | 4                    |
| Жінки    | 51      | 11                 | 30               | 10                   |
| Разом    | 113     | 27                 | 72               | 14                   |